# Rogério Gomes
Rogério Gomes (conocido también como Papinha), es un director de telenovelas de la Rede Globo y de filmes. Rogério ya fue operador de VT, montador y editor. 

## Biografía
El primer contacto de Rogério Gomes con la TV fue a los cinco años, cuando comenzó a acompañar a su padre, el locutor Hilton Gomes, a los estudios de la TV Tupi. Allí nació su pasión por la televisión. En 1980, comenzó a trabajar como operador de VT en la TV Globo. Llegó a ingresar en la facultad de Derecho, mas, como quedó difícil conciliar los estudios con su función en la emisora, optó por la segunda.
De operador de VT a editor de imágenes, fueron cinco años. Antes de comenzar a trabajar con dramaturgia, Papinha editó y dirigió diversos clips exhibidos en Fantástico, algunas ediciones del Hollywood Rock y también el primer Rock in Rio. La primera novela que asumió como editor fue Rainha da Sucata, de Silvio de Abreu, em 1990. En esta época, trabajó bastante con los directores Paulo Ubiratan y Roberto Talma.
El paso siguiente fue dirigir la miniserie O Sorriso do Lagarto, adaptada del romance de João Ubaldo Ribeiro y, luego después, la novela Deus nos Acuda, de Silvio de Abreu. Vira-Lata (1996), de Carlos Lombardi, fue la primera novela que asumió como director general, al lado de Jorge Fernando. Ahora, a los 46 anos, Rogério "Papinha" Gomes tiene en su currículo de director 14 novelas, una miniserie y dos filmes.

## Trabajos en Televisión

### Como director
Telenovelas
| Año       | Trabajo                  | Emisora    | Función                    | Socios Titulares                                                    | Autor (es)                            |
| --------- | ------------------------ | ---------- | -------------------------- | ------------------------------------------------------------------- | ------------------------------------- |
| 2015      | Além do Tempo            | Rede Globo | núcleo                     | Pedro Vasconcelos (dirección general)                               | Elizabeth Jhin                        |
| 2014      | Imperio                  | Rede Globo | núcleo                     | Pedro Vasconcelos André Felipe Binder (dirección general)           | Aguinaldo Silva                       |
| 2012      | Amor Eterno Amor         | Rede Globo | núcleo                     | Pedro Vasconcelos (dirección general)                               | Elizabeth Jhin                        |
| 2011      | Dinosaurios & Robots     | Rede Globo | núcleo                     | Pedro Vasconcelos (dirección general)                               | Walcyr Carrasco                       |
| 2010      | Escrito en las estrellas | Rede Globo | dirección general y núcleo |                                                                     | Elizabeth Jhin                        |
| 2009      | Ciudad Paraíso           | Rede Globo | dirección general y núcleo |                                                                     | Benedito Ruy Barbosa                  |
| 2008      | Belleza pura             | Rede Globo | dirección general          |                                                                     | Andréa Maltarolli                     |
| 2006      | Niña moza                | Rede Globo | dirección general          | Ricardo Waddington (núcleo)                                         | Benedito Ruy Barbosa                  |
| 2005      | A Lua Me Disse           | Rede Globo | dirección general          | Roberto Talma (núcleo)                                              | Miguel Falabella Maria Carmem Barbosa |
| 2004      | Cabocla                  | Rede Globo | dirección general          | José Luiz Villamarim Ricardo Waddington (núcleo)                    | Benedito Ruy Barbosa                  |
| 2003      | Mujeres apasionadas      | Rede Globo | dirección general          | José Luiz Villamarim Ricardo Waddington (núcleo)                    | Manoel Carlos                         |
| 2002      | Corazón de estudiante    | Rede Globo | dirección general          | Ricardo Waddington (núcleo)                                         | Emanuel Jacobina                      |
| 2000      | Lazos de familia         | Rede Globo | dirección general          | Marcos Schechtman Ricardo Waddington (núcleo)                       | Manoel Carlos                         |
| 1998      | Era uma Vez              | Rede Globo | dirección general          | Jorge Fernando (núcleo)                                             | Walther Negrão                        |
| 1996      | Vira Lata                | Rede Globo | dirección general          | Jorge Fernando (núcleo)                                             | Carlos Lombardi                       |
| 1995      | La próxima víctima       | Rede Globo | dirección                  | Marcelo Travesso Alexandre Boury Jorge Fernando (dirección general) | Silvio de Abreu                       |
| 1994      | Tropicaliente            | Rede Globo | dirección                  | Marcelo Travesso Gonzaga Blota (dirección general)                  | Walther Negrão                        |
| 1993 1994 | Olho no Olho             | Rede Globo | dirección                  | Ary Coslov Ricardo Waddington (dirección general)                   | Antônio Calmon                        |
| 1992 1993 | Deus Nos Acuda           | Rede Globo | dirección                  | Marcelo Travesso Jorge Fernando (dirección general)                 | Silvio de Abreu                       |

Miniseries
| Año  | Trabajo                       | Emisora    | Función   | Socios Titulares     | Autor(es)  |
| ---- | ----------------------------- | ---------- | --------- | -------------------- | ---------- |
| 1998 | Dona Flor e Seus Dois Maridos | Rede Globo | dirección | Mauro Mendonça Filho | Dias Gomes |

Seriados
| Año       | Trabajo                         | Emisora    | Función                        | Socios Titulares              | Autor(es)                            |
| --------- | ------------------------------- | ---------- | ------------------------------ | ----------------------------- | ------------------------------------ |
| 2014      | A Teia                          | Rede Globo | dirección general y núcleo     |                               | Carolina Kotscho y Bráulio Mantovani |
| 2011      | Força-Tarefa                    | Rede Globo | dirección general (1 episódio) | José Alvarenga Jr.            | Marçal Aquino y Fernando Bonassi     |
| 2007      | Por Toda a Minha Vida (Leandro) | Rede Globo | dirección general              | Ricardo Waddington            |                                      |
| 1999 2002 | Flora Encantada                 | Rede Globo | dirección general              | Ulysses Cruz Marcelo Zambelli |                                      |

Programas
| Trabajo | Emisora    | Función           | Presentadora |
| ------- | ---------- | ----------------- | ------------ |
| Fama    | Rede Globo | dirección general | Angélica     |

### Como editor
| Año  | Trabajo          | Emisora    | Autor(es)                        |
| ---- | ---------------- | ---------- | -------------------------------- |
| 1990 | Rainha da Sucata | Rede Globo | Silvio de Abreu Alcides Nogueira |
| 1990 | Boca do Lixo     | Rede Globo | Silvio de Abreu                  |

## Trabajos en cine
- Xuxa e os Duendes 2 - No caminho das Fadas
- Xuxa e os Duendes